# Podzimní salon

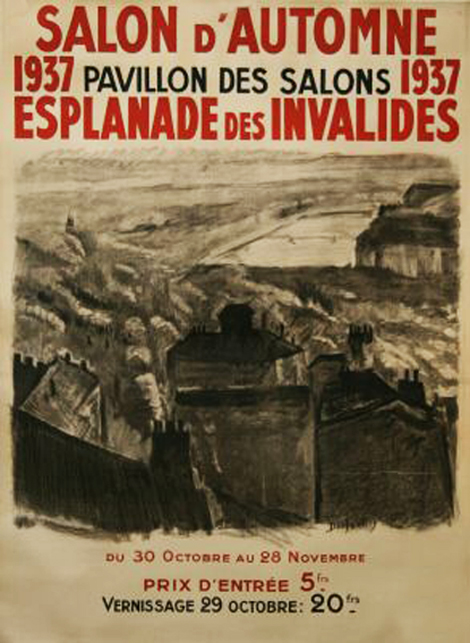
Plakát k Podzimnímu salonu konaného na esplanádě Invalidovny s kresbou uhlem od Georgese Dufrénoye; 1937

Podzimní salon (francouzsky Salon d'automne) je výstava, která se každoročně koná od roku 1903 v Paříži na podzim. Výstava probíhá tradičně v Grand Palais.

## Historie
Výstava se poprvé konala 31. října 1903 v Petit Palais, ale už následujícího roku se přesunula do protějšího Grand Palais. Vznikla z iniciativy belgického architekta Frantze Jourdaina (1847-1935) a několika jeho přátel jako architekti George Desvallières a Hector Guimard, malíři Eugène Carrière, Victor Charreton, Félix Vallotton, Édouard Vuillard a Adrien Schulz.
Výstava vznikla jako reakce na konzervatismus tradičního Pařížského salonu a měla dva účely, jednak měla poskytnout příležitost pro mladé umělce a rovněž popularizovat impresionismus mezi veřejností. Volba padla na podzim proto, že na jaře se už konaly dva velké umělecké salony a také, že zde mohla být vystavena díla, které vznikla během léta.
Výstava má multidisciplinární charakter, proto jsou zde vystavovány obrazy, sochy, fotografie (od roku 1904), kresby, grafiky, užité umění, architektura apod. Na výstavě bývají zastoupeni i zahraniční umělci. Z českých umělců se členy salonu stali např. grafik Viktor Stretti, architekt Jan Kotěra nebo malíři Otakar Hůrka a František Kupka.
Významný byl především ročník 1905, kdy zde vystavoval Henri Matisse a jeho přátelé a vznikl tak umělecký směr nazývaný fauvismus.
V roce 1937 se výstava konala výjimečně na Esplanade des Invalides u příležitosti světové výstavy a v roce 1940 v Palais de Chaillot.

#### Jiné salony
- Pařížský salon
- Salon odmítnutých (Salon des refusés)
- Salon des Cent (Salon stovky)
- Salon nezávislých (Salon des indépendants)
- Institut de France
- Dámské literární salony a společnosti v arabském světě